# اولگا زایتسوا
اولگا زایتسوا (روسی: Ольга Алексеевна Зайцева؛ زادهٔ ۱۶ مهٔ ۱۹۷۸) ورزشکار دوگانه اهل روسیه است.
وی همچنین برندهٔ جوایزی همچون نشان دوستی شده‌است.